# كليمنس أوقست جراف فون غالين
كليمنس أوقست جراف فون غالين (بالألمانية: Clemens August Graf von Galen) هو مؤلف ألماني، ولد في 16 مارس 1878 في دينكلاغه في ألمانيا، وتوفي في 22 مارس 1946 في مونستر في ألمانيا.

## وصلات خارجية
- كليمنس أوقست جراف فون غالين على موقع الموسوعة البريطانية (الإنجليزية)
- كليمنس أوقست جراف فون غالين على موقع مونزينجر (الألمانية)